# Crosby & Nash
 (septembre 2018).
Si vous disposez d'ouvrages ou d'articles de référence ou si vous connaissez des sites web de qualité traitant du thème abordé ici, merci de compléter l'article en donnant les références utiles à sa vérifiabilité et en les liant à la section « Notes et références ».
Crosby & Nash est un duo musical américain composé de David Crosby et Graham Nash. Les deux artistes ont également été actifs ensemble dans le supergroupe Crosby, Stills, Nash and Young depuis la fin des années 1960.
En duo, Crosby & Nash a œuvré dans les années 1970 et dans la première moitié des années 2000.

## Discographie

### Albums studio
- 1972 - Graham Nash David Crosby
- 1975 - Wind on the Water
- 1976 - Whistling Down the Wire
- 2004 - Crosby and Nash
- 2006 - Crosby & Nash: Highlights

### Albums live
- 1977 - Crosby-Nash Live
- 1998 - Another Stoney Evening

### Compilations
- 1978 - The Best of Crosby & Nash
- 2002 - The Best of Crosby & Nash: The ABC Years